# 민주화 (풍자)
민주화(民主化)는 대한민국에서 유래된 풍자이다. 1991년에 만들어졌으며, 정치에 무관심한 10대 누리꾼이 소수 의견을 조롱하는 뜻으로 부정적 의미로 사용된다. 일반적으로 민주화 당했다 또는 민주화 당한다로 쓰인다.
일반적으로 사회적 약자가 더 많은 자유와 권리를 주장하며 권위적 지배에 대항하여 민주주의 확대를 추구하는 일련의 정치적 과정을 말하나 그런 세력의 횡포를 비꼬는 부정적인 의미로 사용하기도 한다.